# Karin Michaëlis
Karin Michaëlis (născută Katharina Bech-Brøndum; n. 20 martie 1872, Randers, Regiunea Midtjylland, Danemarca – d. 11 ianuarie 1950, Copenhaga, Danemarca) a fost o scriitoare și jurnalistă din Danemarca.
A scris romane de analiză a destinului femeii:
- 1902: Barnet ("Copilul");
- 1910: Den farlige alder ("Vârsta periculoasă");
- 1924/1930: Trocet paa godt og ondt ("Pomul binelui și al răului").

Alte scrieri ale sale au un pronunțat caracter autobiografic, scrise în tehnica fluxului conștiinței.
A scris și literatură pentru adolescente: ciclul Bili Bøgerne (1929-1938).